# Svenska Kredit
Svenska Kreditförsäkringsaktiebolaget, vanligen kallat Svenska Kredit, var ett svenskt kreditförsäkrings- och återförsäkringsbolag.
Svenska Kredit bildades 1928. När Sverige hösten 1990 började känna av en finanskris så hamnade Svenska Kredit i betalningsproblem på grund av de kreditgarantier som ställts ut. I oktober 1992 sattes bolaget i konkurs.
I slutet av 1991 begick Svenska Kredits verkställande direktör självmord på grund av de ekonomiska problemen i bolaget. En kort tid därefter begick även en vice VD självmord. En senare skiljedom kom fram till att Svenska Kredit hade skönmålat sin redovisning.
Svenska Kredit var i sin tur återförsäkrade hos andra internationellt verksamma försäkringsbolag. 1991 inleddes en tvist mellan Svenska Kredit och dessa försäkringsbolag kring hur mycket betalning Svenska Kredit skulle kunna få ut på sin försäkring. Tvisten fortsatte i flera år efter konkursen, då som en tvist mellan konkursboet och försäkringbolagen eftersom konkursboet vägrade att acceptera skiljedomen i målet.